# Ingrid Wederbrand
Ingrid Kristina Wederbrand-Nelson, född 20 april 1920 i Norrköpings Borgs församling, Östergötlands län, död 29 januari 1988 i Furulund, Stävie församling i Malmöhus län, var svensk textilkonstnär, målare och tecknare. 
Ingrid Wederbrand var dotter till disponenten Oscar Wederbrand-Nelson (1887–1926), som var född i USA, och Elsa Lovisa Andersson (1887–1949), senare omgift Alexandersson. Wederbrand var under en stor del av sitt liv bosatt i Skåne och hon hämtade ofta sina motiv från resor, det omgivande landskapet, Bibeln samt människor i hennes närhet.
Ingrid Wederbrand utmärkte sig främst för sina stora applikationer med vilka hon började arbeta på 1970-talet, men hon arbetade även ofta med oljemåleri, akryl, pastell, akvarell, kolkrita samt blandteknik. Hennes konstnärssignatur var We De Brand.
Efter att ha blivit refuserad till Skånes konstförenings höstsalong i Lund 1968 tog Ingrid Wederbrand initiativ till en skånsk variant av Salon de refuses genom bildandet av konstgruppen De Fria Skånekonstnärerna.
Under det sena 1970-talet och det tidiga 1980-talet var hon en av de verkande medlemmarna i Grupp-K.
Ingrid Wederbrand var 1939 till 1952 gift med köpmannen Ernst Florby (1911–1988) och därefter till 1972 gift med förste fyrvaktare Clive Lundh (1924–1985). Slutligen var hon från 1972 gift med kyrkvaktmästaren Börje Karlsson (1917–1995) men behöll då flicknamnet Wederbrand-Nelson som hon återtagit efter respektive skilsmässa.

## Utbildning
- Olof W Nilssons ateljé, Karlstad (1940), Arwid Karlssons ateljé, Malmö, Figge Holmgrens ateljé, Lund
- Valands målarskola, Göteborg, (1948 och 1953)
- Essem-skolan och Skånska målarskolan, Malmö
- Kortare studier i Tyskland, Belgien och Nederländerna samt tillskärarkurs

## Samlingsutställningar (i urval)
- De Fria Skånekonstnärerna, Malmö
- Ystads konstmuseum
- Form/Design Center, Malmö
- Landskrona Konsthall

## Separatutställningar(i urval)
- Galleri Gamla Apoteket, Örkelljunga
- Tre Torn, Helsingborg
- Galleri Folke, Eslöv
- Berlingska, Lund
- Bokförlaget Bra Böcker, Höganäs
- Första Galleriet, Landskrona
- Nordisk Elektra, Lund
- Biblioteket, Svalöv
- Addo, Malmö
- Åkermans, Eslöv

## Inköpt av (i urval)
- Kävlinge, Svalövs, Eslövs och Landskrona kommuner
- Lackalänga och Stävie församlingshem
- Sveriges Radio, Malmö
- Ett stort antal konstföreningar och privatpersoner

Finns även representerad hos Informationscentrum för offentlig konst på Arkiv för dekorativ konst vid Lunds universitet.